# Chaetothyriopsis adianti
Chaetothyriopsis adianti är en svampart som först beskrevs av Hans Sydow, och fick sitt nu gällande namn av Spooner & P.M. Kirk 1990. Chaetothyriopsis adianti ingår i släktet Chaetothyriopsis och familjen Microthyriaceae.   Inga underarter finns listade i Catalogue of Life.